# Syntomus truncatellus
Syntomus truncatellus es una especie de escarabajo de la familia Carabidae.

## Distribución geográfica
Se distribuye por el paleártico.

## Sinonimia
- Metabletus truncatellus (Linnaeus, 1761)
- Syntomus ai Barsevskis, 1993